# Metalectra analis
Metalectra analis är en fjärilsart som beskrevs av William Schaus 1916. Metalectra analis ingår i släktet Metalectra och familjen nattflyn. Inga underarter finns listade i Catalogue of Life.